# کریستوپاس اسلیوا
کریستوپاس اسلیوا (به انگلیسی: Kristupas Šleiva؛ زادهٔ ۵ ژوئیهٔ ۱۹۹۶) یک کشتی‌گیر فرنگی‌کار اهل کشور لیتوانی است.
از افتخارات وی می‌توان به کسب مدال برنز قهرمانی کشتی جهان ۲۰۲۱ اشاره کرد.

## فعالیت حرفه‌ای

### قهرمانی کشتی جهان ۲۰۲۱
اسلیوا در وزن ۷۲ کیلوگرم کشتی فرنگی قهرمانی کشتی جهان ۲۰۲۱ اسلو شرکت کرد، او در مسابقه اول و دوم کهارمن کیسیمتوف از قزاقستان و دیوید دیمیتروف از بلغارستان را شکست داد اما در مسابقه بعد به مالخاس آمویان از ارمنستان باخت و با توجه به حضور این کشتی‌گیر در فینال، به دیدار شانس مجدد رفت. او در مرحله شانس مجدد هاوارد یورگنسن از نروژ را شکست داد و به دیدار رده‌بندی رسید. وی در این دیدار محمدرضا مختاری از ایران را شکست داد و مدال برنز را بدست آورد.